# Antonio Abetti
Antonio Abetti (19 de juny de 1846 - 20 de febrer de 1928) fou un astrònom italià.
Nascut a San Pietro di Gorizia (avui Šempeter-Vrtojba) a Eslovènia, es graduà en matemàtiques i enginyeria a la Universitat de Pàdua. Després fou nomenat director de l'Observatori Astrofísic d'Arcetri i professor de la Universitat de Florència. El 1874 formà part de l'expedició de Pietro Tacchini que observà el trànsit de Venus amb un espectròmetre. Fou membre de l'Accademia Nazionale dei Lincei i de la Real Societat Astronòmica.
El cràter Abetti a la Lluna porta el nom en el seu honor i en el del seu fill Giorgio Abetti.